# 范晷
范晷（？—？）字彦长，西晋南阳顺阳（今河南省淅川县李官桥镇）人。為《後漢書》作者范曄之高祖。
范晷歷任馮翊（今陕西省大荔县）太守、涼州（今甘肃省武威县）刺史、雍州（今陕西省西安市北）刺史。在雍州期间，雍州曾受氏羌侵扰，土地荒芜，百姓困敝，范晷劝民農桑，政績突出。晉惠帝元康年間（291年—299年），被加封为左將軍。

## 参看
- 顺阳范氏

## 延伸阅读
[在维基数据编辑]
 《晉書·卷090》，出自房玄齡《晉書》